# Kylie Summer 2019
A Kylie Summer 2019 az ausztrál énekesnő, Kylie Minogue európai turnéja, mely negyedik nagy kiadónál megjelentetett válogatáslemezének, a 2019-es Step Back in Time: The Definitive Collection-nek a támogatását hivatott szolgálni. A turné 2019. június 20-án indult el a Kingston upon Thames-ban az Egyesült Királyságban a Hampton Court Palace-ben és 2020. március 7-én zárult São Paulo-ban, Brazíliában a Latin American Memorialban.

## Háttér és gyártás
A turnét először 2018. november 12-én jelentették be, amikor a Golden Tour európai része zajlott, amikor is Minogue egy képet rakott ki a közösségi média oldalaira a turné állomásaival. A következő hónapok során további nyolc dátum lett a turnéhoz rakva, köztük a 2019-es Glastonbury Fesztiválos fellépése is.

## A kritikusok értékelései
A turné nyitó estéjére az Evening Standard az ötből négy csillagot adott mondván, hogy ez volt „a tökéletes bemelegítés a vasárnap esti fellépéshez, mely az úgynevezett legendák idősávjában lett megtartva”. Hozzátette, Minogue nagyon megnyerő volt. A The Guardian a Glastonbury-i fellépésnek öt csillagos kritikát adott, dicsérve Minogue-ot, aki képes volt létrehozni a nyíltság, popperfekció és a tiszta érzelem látszólag lehetetlen kombinációját. Az NME magasztalta a műsort „finom felforgatósága” miatt, azzal zárva, hogy a Glastonbury-i debütálására érdemes volt várni. Hasonlóan pozitívan értékelte a műsort a The Independent is, megjegyezvén, hogy Minogue sosem tagadta meg iskolás diszkó pop stílusát. Minogue fellépése volt a Glastonbury Fesztivál történelmének legnézettebb fellépése 3,9 millió nézővel.

## Az előadott dalok listája
1. „Love at First Sight”
2. „I Should Be So Lucky”
3. „On a Night Like This”
4. „Get Outta My Way”
5. „What Do I Have to Do”
6. „Never Too Late”
7. „Je Ne Sais Pas Pourquoi”
8. „Hand on Your Heart”
9. „In Your Eyes”
10. „The One”
11. „Slow”
12. „Confide in Me” (The Abbey Road Sessions verzió)
13. „Kids”
14. „Can’t Get You Out of My Head”
15. „Especially for You”
16. „Shocked”
17. „Step Back in Time”
18. „Better the Devil You Know”
19. „The Loco-Motion”
20. „All the Lovers”

Ráadás
1. „Dancing”
2. „Spinning Around”

## A turné állomásai
| Datum              | Város                | Ország                  | Helyszín                     |
| ------------------ | -------------------- | ----------------------- | ---------------------------- |
| 2019. június 20.   | Kingston upon Thames | Anglia                  | Hampton Court Palace         |
| 2019. június 21.   | Kingston upon Thames | Anglia                  | Hampton Court Palace         |
| 2019. június 23.   | Blenheim             | Anglia                  | Blenheim Palace              |
| 2019. június 28.   | Werchter             | Belgium                 | Werchter Festivalpark        |
| 2019. június 30.   | Pilton               | Egyesült Királyság      | Worthy Farm                  |
| 2019. július 2.    | St Austell           | Egyesült Királyság      | Eden Project                 |
| 2019. július 3.    | St Austell           | Egyesült Királyság      | Eden Project                 |
| 2019. július 5.    | Gdynia               | Lengyelország           | Gdynia-Kosakowo repülőtér    |
| 2019. július 6.    | Barcelona            | Spanyolország           | Parc del Fòrum               |
| 2019. július 11.   | Manchester           | Anglia                  | Castlefield Bowl             |
| 2019. július 12.   | Lytham St Annes      | Anglia                  | Proms Arena                  |
| 2019. július 14.   | Edinburgh            | Skócia                  | Edinburgh-i vár              |
| 2019. július 15.   | Edinburgh            | Skócia                  | Edinburgh-i vár              |
| 2019. augusztus 1. | Scarborough          | Anglia                  | Scarborough Open Air Theatre |
| 2019. augusztus 3. | Brighton             | Anglia                  | Preston Park                 |
| 2019. december 7.  | Dubaj                | Egyesült Arab Emírségek | The Sevens Stadium           |
| 2020. március 7.   | São Paulo            | Brazil                  | Latin America Memorial       |

## Fordítás
- Ez a szócikk részben vagy egészben  a   Summer 2019 című angol Wikipédia-szócikk ezen változatának fordításán alapul.  Az eredeti cikk szerkesztőit annak laptörténete sorolja fel. Ez a jelzés csupán a megfogalmazás eredetét és a szerzői jogokat jelzi, nem szolgál a cikkben szereplő információk forrásmegjelöléseként.